# USS George E. Badger (DD-196)
USS George E. Badger (DD-196/CG-16/AVP-16/AVD-3/APD-33) là một tàu khu trục lớp Clemson được Hải quân Hoa Kỳ chế tạo vào cuối Chiến tranh Thế giới thứ nhất; từng phục vụ cho Lực lượng Tuần duyên Hoa Kỳ từ năm 1930 đến năm 1933; và trong Chiến tranh Thế giới thứ Hai đã hoạt động như một tàu tiếp liệu thủy phi cơ rồi như một tàu vận chuyển cao tốc. Nó là chiếc tàu chiến duy nhất của Hải quân Hoa Kỳ được đặt tên theo Bộ trưởng Hải quân George Edmund Badger (1795-1866).

## Thiết kế và chế tạo
George E. Badger được đặt lườn vào ngày 24 tháng 9 năm 1918 tại xưởng tàu của hãng Newport News Shipbuilding & Dry Dock Company ở Newport News, Virginia. Nó được hạ thủy vào ngày 6 tháng 3 năm 1920, được đỡ đầu bởi cô Mary B. Wilson, cháu của Bộ trưởng Badger; và được đưa ra hoạt động vào ngày 28 tháng 7 năm 1920 dưới quyền chỉ huy của Hạm trưởng, Thiếu tá Hải quân Albert Gleaves Berry, Jr..

## Lịch sử hoạt động
Sau khi hoàn tất chạy thử máy, George E. Badger được đặt căn cứ tại Charleston, South Carolina trong khi hoạt động tại vùng biển Caribe cũng như dọc theo bờ Đông Hoa Kỳ trải dọc từ Jacksonville, Florida đến Boston, Massachusetts. Quay trở về Philadelphia, Pennsylvania vào ngày 6 tháng 6 năm 1922, nó được cho xuất biên chế tại đây vào ngày 11 tháng 8 năm 1922. Nó sau đó được chuyển cho Lực lượng Tuần duyên Hoa Kỳ để hoạt động tuần tra chống buôn lậu rượu từ ngày 1 tháng 10 năm 1930; chuyển trở lại quyền sở hữu của Hải quân từ ngày 21 tháng 5 năm 1934, và được xếp lại lớp với ký hiệu lườn AVP-16 vào ngày 1 tháng 10 năm 1939
George E. Badger được cho nhập biên chế trở lại tại Philadelphia vào ngày 8 tháng 1 năm 1940 dưới quyền chỉ huy của Thiếu tá Hải quân Frank Akers. Trong năm tiếp theo, nó tham gia các hoạt động huấn luyện tại vùng biển Caribe. Được xếp lại lớp với ký hiệu lườn AVD-3 vào ngày 2 tháng 8 năm 1940, nó quay trở về Norfolk, Virginia vào ngày 12 tháng 1 năm 1941, và sau đó tiếp tế cho các thủy phi cơ đang khi đặt căn cứ tại Argentia, Newfoundland và tại Reykjavík, Iceland cho đến mùa Xuân năm 1942.
Được lệnh đi đến Charleston vào ngày 26 tháng 5 năm 1942, George E. Badger hộ tống các đoàn tàu vận tải đi dọc ven biển, trong vịnh Mexico và cho đến Recife và Rio de Janeiro, Brasil, cho đến khi quay trở về Norfolk vào ngày 15 tháng 1 năm 1943 để được trang bị cho những chuyến đi vượt Đại Tây Dương. Suốt mùa Xuân năm 1943, nó hoạt động từ Argentia hộ tống các đoàn tàu đi sang Anh Quốc. Trong tháng 6, nó được đại tu tại Norfolk, rồi lên đường vào ngày 13 tháng 7 đi Bắc Phi. Hoạt động cùng tàu sân bay hộ tống Bogue và tàu khu trục Clemson, nó đã đánh chìm tàu ngầm U-boat Đức U-613 vào ngày 23 tháng 7 năm 1943 sau bốn đợt tấn công bằng mìn sâu về phía Tây Nam đảo São Miguel, Azores; cả 48 thành viên thủy thủ trên chiếc tàu ngầm đều thiệt mạng. Chiến công này diễn ra vài giờ trước khi máy bay của Bogue tấn công và đánh chìm chiếc U-521 cách đó không xa.
Sau cuộc đổ bộ tại Casablanca, George E. Badger quay trở về New York vào ngày 23 tháng 8. Trong hai tháng tiếp theo sau, nó thực hiện một chuyến đi hộ tống khác từ New York đến Casablanca, rồi quay trở về New York vào ngày 21 tháng 10. Rời Hampton Roads vào ngày 14 tháng 11, nó lên đường đi Bắc Phi cùng với Bogue, Osmond Ingram, Du Pont và Clemson trong một cuộc tuần tra chống tàu ngầm. Vào ngày 12 tháng 12 năm 1943, tại khu vực giữa Đại Tây Dương về phía Tây quần đảo Canary, chúng phát hiện tàu ngầm U-172. Một trận chiến kéo dài diễn ra, khi những máy bay TBF Avenger và F4F Wildcat cất cánh từ Bogue tấn công bằng mìn sâu và ngư lôi dẫn đường Fido, và các tàu khu trục đã tiêu phí tổng cộng khoảng 200 quả mìn sâu. Sau 27 giờ, chiếc tàu ngầm đối phương bị đánh chìm với tổn thất nhân mạng 13 người, nhưng có 46 thành viên thủy thủ đoàn sống sót.
Sau khi hộ tống một đoàn tàu vận tải khác đi từ Norfolk đến Bắc Phi và quay trở về, George E. Badger trải qua đợt cải biến thành một tàu vận chuyển cao tốc tại Charleston và được xếp lại lớp với ký hiệu lườn APD-33 vào ngày 19 tháng 5 năm 1944. Lên đường nhận nhiệm vụ tại khu vực Thái Bình Dương, nó chuyển sang vùng bờ Tây Hoa Kỳ, và đi ngang qua Trân Châu Cảng để đến Guadalcanal, đến nơi vào ngày 12 tháng 8. Từ đây, nó khởi hành đi quần đảo Palaus, đi đến đảo Angaur vào ngày 12 tháng 9 để bảo vệ cho các tàu chiến bắn phá hòn đảo, và từ ngày 14 đến ngày 16 tháng 9 đã tung những người nhái của nó lên bờ biển cho nhiệm vụ trinh sát và phá hoại. Thông tin tình báo được thu thập và các vật chướng ngại trên bãi đổ bộ được thu dọn trước khi con tàu lên đường vào ngày 12 tháng 10 hướng đến Leyte, nơi mà cho đến ngày 18 tháng 10, nó hỗ trợ các hoạt động trinh sát và bắn phá tại bờ biển phía Đông hòn đảo chiến lược này, đồng thời tung những người nhái ra cho các hoạt động tương tự.
Khởi hành vào ngày 21 tháng 10, nó đi qua eo biển Kossol, Manus và Nouméa trước khi tham gia cuộc đổ bộ Lingayen từ ngày 5 đến ngày 11 tháng 1 năm 1945. Nó đã cung ứng hỏa lực hỗ trự theo yêu cầu, và trong ngày đổ bộ đầu tiên 5 tháng 1 đã bắn rơi một máy bay ném bom-ngư lôi Nhật. Người nhái của nó đã đổ bộ lên bãi biển hai ngày sau đó, và cho dù thường xuyên bị đối phương không kích, George E. Badger đã tiếp tục hỗ trợ việc đổ bộ từ ngày 7 tháng 1, cho đến khi nó lên đường đi Ulithi vào ngày 11 tháng 1.
Cho đến mùa Xuân năm 1945, chiếc tàu khu trục được đại tu tại Ulithi. Sau đó nó tuần tra ngoài khơi Iwo Jima vào lúc diễn ra các trận đánh ác liệt trên đảo này, và hộ tống tàu bè từ Guam đi Guadalcanal, Nouméa và Manus. Nó khởi hành từ Ulithi vào ngày 2 tháng 4 năm 1945 đi Okinawa cùng các tàu sân bay chuyển giao máy bay thay thế cho những tổn thất trong chiến đấu, và sau đó hộ tống các đoàn tàu đi từ Saipan đến Okinawa. Nó khởi hành từ Eniwetok ngày 24 tháng 6 để đi Trân Châu Cảng. Được lệnh tiếp tục đi San Francisco, California, nó được cải biến trở lại thành tàu khu trục với ký hiệu lườn DD-196 vào ngày 20 tháng 7 năm 1945, nhưng được cho ngừng hoạt động tại cảng này vào ngày 3 tháng 10 năm 1945. George E. Badger bị tháo dỡ vào ngày 3 tháng 6 năm 1946.

## Phần thưởng
George E. Badger được tặng thưởng tám Ngôi sao Chiến trận cùng một danh hiệu Đơn vị Tuyên dương Tổng thống do thành tích phục vụ trong Thế Chiến II.